# Triaenodes esakii
Triaenodes esakii là một loài Trichoptera trong họ Leptoceridae. Chúng phân bố ở miền Australasia.